# Laurel Aitken
Pour les articles homonymes, voir Aitken.
Laurel Aitken est  un chanteur jamaïcain, bien que né à Cuba le 22 avril 1927 d'un père jamaïcain et d'une mère cubaine. Surnommé par les Anglais le Godfather of Ska  (le parrain du Ska), Laurel Aitken était considéré comme l'un des grands noms de la scène ska et reggae. Il est mort d'une crise cardiaque à Leicester, le 17 juillet 2005, à l'âge de 78 ans.

## Biographie
Alors qu'il n'a que 11 ans, Laurel, son frère (le futur chanteur Bobby Aitken) ainsi que toute sa famille, quittent Cuba pour émigrer en Jamaïque.
Sa toute première expérience musicale est de chanter, entre autres, au sein d'un groupe de calypso qui accueille les touristes débarquant à Kingston de leur croisière en bateau. Il se fait rapidement remarquer et enregistre dès le milieu des années 1950 des morceaux de mento, de calypso et bientôt de ce qui va être appelé le ska.
En 1959, la radio nationale de Jamaïque, la Jamaican Braodcasting Company qui ne passait jusqu'à présent que des artistes des États-Unis, diffuse la chanson de Laurel Aitken Boogie Rock. Deux semaines plus tard, le titre grimpe à la première place du hit-parade.
En janvier 1960, il sort un single : Little Sheila et Boogie In My Bones sur R&B, le premier label de Chris Blackwell (futur fondateur d'Island Records). La carrière de Laurel est lancée et, comme bon nombre d'artistes des studios jamaïcains, il quitte son île pour rejoindre la riche Angleterre.

### Carrière en Angleterre
Commence alors une période intense d'enregistrement : au cours des années 1960, Laurel Aitken va sortir dix-sept 45 tours sur Blue Beat, quatre sur Dice, sept sur Doctor Bird, dix-huit sur Rio, vingt-trois sur Nu Beat, trois sur Kalypso, trois sur Rainbow, etc.
Son style musical évolue du ska vers le rocksteady et enfin vers le skinhead reggae à la fin des années 1960.
C'est à cette époque que Laurel Aitken commence à toucher un public blanc (essentiellement les jeunes mods et skinheads, issus de la classe ouvrière) et non plus seulement les immigrés jamaïcains des ghettos londoniens. C'est aussi à cette période qu'il sort ses plus grands succès musicaux sur le label Pama Records : Fire In My Wire, Bartender, Jesse James, Landlords and Tenants, Scandal In A Brixton Market ou encore Pussy Price.

### Période 2 tone
À la fin des années 1970, il profite du renouveau du ska, avec la vague 2 tone emmenée par Madness et The Specials, pour sortir ce qui sera son unique tube en Angleterre, Rudy Got Married, qu'il enregistre avec son groupe The Unitones et sort sur le label I Spy Records.
Après la retombée de la vague Two Tone, Laurel Aitken continue tranquillement sa carrière durant les années 1980, notamment en collaborant avec le groupe de ska traditionnel anglais The Potato 5. Il sort avec eux deux 45 tours, Sally Brown et Sahara, puis un album intitulé Floyd Lloyd & The Potato 5 Meet Laurel Aitken qui sort sur Gaz's Rockin' Records, le label de Gary Mayall, fils du bluesman John Mayall et leader du groupe ska The Trojans.

### Reconnaissance tardive
En 1988, Laurel Aitken est une nouvelle fois porté par le renouveau de la scène ska (en particulier en Angleterre et en Allemagne), enchaînant les concerts avec sa propre formation The Pressure Tenants. Il apparait comme tête d'affiche aux côtés de groupes comme The Loafers ou The Bad Manners. En 1989 et 1990, en plus de ses concerts réguliers en Grande-Bretagne, Laurel entame une tournée avec les Bad Manners en France, aux Pays-Bas, en RFA, puis aux États-Unis et au Canada.
Le label anglais Unicorn Records, en profite pour rééditer sur disque quelques-uns de ses meilleurs hits, mais sort également ses nouvelles compositions telles que le Maxi-45 tours Sally Brown, l'album Ringo The Gringo et enfin la vidéo de son concert: Live At Gaz's Rockin' Blues.
Il continue à se produire en concert pratiquement jusqu'à sa mort, après avoir subi une crise cardiaque en 2004 et avant de succomber un an plus tard, à l'âge de 78 ans, d'une nouvelle attaque le 17 juillet 2005 à Leicester, Angleterre.

## Discographie

### Albums
- Ska With Laurel - Rio Records (1964)
- Laurel Aitken Says Fire - Doctor Bird Records (1967)
- Scandal In A Brixton Market - Pama Records (1969)
- The High Priest Of Reggae - Pama Records (1970)
- The Fantastic Laurel Aitken - Hebra Records (1972)
- Laurel Aitken Meets Floyd Lloyd & The Potato 5 - Gaz's Rockin' Records (1987)